# 華麗なる一族 (競馬)
華麗なる一族（かれいなるいちぞく）とは、1957年にイギリスから輸入されたサラブレッド、マイリーから発する牝系のことを指す。7号族（e分枝）のファミリーに属する。
一族の活躍馬は
- ヤマピット[2]
- 最優秀3歳・古牝馬イットー[2]
- 最優秀4歳牝馬ハギノトップレディ[2]
- 宝塚記念優勝馬のハギノカムイオー[2]
- 最優秀古牝馬・最優秀スプリンターダイイチルビー[2]
- JBCスプリント優勝馬のマイネルセレクト[4]など。

非常に気性が荒い一方、大変なスピードで逃げるのが一族の特徴である。最も繁栄したのは1970年代初頭から1990年代初頭で、全盛期には日本のサラブレッド牝馬の系統としては、戦前の下総御料牧場の輸入牝馬、小岩井農場の輸入牝馬に匹敵する名門とされることもあった。高松宮杯に縁があることでも知られる。
なお、「華麗なる一族」とは「白い巨塔」、「大地の子」で有名な山崎豊子が1973年に発表した小説のタイトルで（また1974年に映画化、1974年と2007年と2021年に3度テレビドラマ化されている）、野心的な財閥一族を描いたこの作品が発表されたころにイットーが活躍したことから当時関西テレビで競馬中継で解説をしていた詩人志摩直人が用いた表現である。

## 系図
牝系図の主要な部分（太字はGI級競走優勝馬）は以下の通り。
---↓マイリー牝系 (7-e)
- *マイリー
  - キユーピツト 1957 (阪神牝馬特別)
    - ヤマピット 1964（優駿牝馬、鳴尾記念、サンケイ大阪杯、阪神4歳牝馬特別、デイリー杯3歳S）
    - ミスマルミチ 1965 
      - イットー 1971（高松宮杯、スワンS）---→イットー系へ
      - ニッポーキング 1973（安田記念、京王杯スプリングH、クモハタ記念、セントライト記念）
      - サクラアケボノ 1976（道営記念）
      - シルクテンザンオー 1979（シンザン記念）

  - テツノアーク 1968
    - アキノマイリー 1973
      - シルバーカップ 1978
        - マックスゲニー 1986
          - スピーディドゥ 1996（報知オールスターC、アフター5スター賞）

    - ツジノダイアナ 1986
      - トウカイステラ 1996
        - ヴィーヴァヴォドカ 2006（フラワーC）

### イットー系
- イットー 1971
  - ハギノトップレディ 1977（桜花賞、エリザベス女王杯、高松宮杯、京都牝馬特別）
    - チユニカレディ 1985
      - オギサファイヤ 1991
        - バージンサファイヤ 2006（のじぎく賞、園田クイーンセレクション）

      - ザピンキーギャル 2001
        - オリオンザナイト 2005（九州ダービー栄城賞）

    - ダイイチルビー 1987（安田記念、スプリンターズS、京王杯スプリングC、京都牝馬特別）
      - ダイイチシガー 1994
        - マイネルプロートス 2006（岩鷲賞）

    - ドリームドリーム 1988
      - ボストンタイム 1995
        - サイレンスドリーム 2009
          - ガミラスジャクソン 2017（ゴールドジュニア）

    - ウメノアスコット 1989
      - マイネルセレクト 1999（JBCスプリント、東京盃、シリウスS、ガーネットS、黒船賞）

    - フジノキャラット 1993
      - ゴッドエンジェル 2001
        - メイレディ 2009（兵庫若駒賞、ル・プランタン賞、兵庫ダービー）

  - ハギノカムイオー 1979（宝塚記念、高松宮杯、スワンS、京都新聞杯、スプリングS、神戸新聞杯）
  - アイランドオリーブ 1984
    - オギトゥインクル 1988
      - オギブルービーナス 1993
        - ブルーショットガン 1999（阪急杯）

      - イイデトゥインクル 1998
        - ミラクルフラワー 2012（知床賞、岩手プリンセスC、みちのく大賞典、トウケイニセイ記念）

      - ワタリルーブル 2010（ビギナーズC）

  - チュニカオー 1985
  - カムイイットー 1986
    - ドリームクロス 1994
      - プラチナアリュール 2008
        - トキノノゾミ 2017（たんぽぽ賞）

    - キスキスキス 1995
      - ミトノコウモンダ 2005（荒尾ダービー）

    - ステラアクトレス 2001
      - アイオライト 2017（全日本2歳優駿2着）

  - グロウペガサス 1987
  - ダイイチクルス 1988
  - ニッポーグランプリ 1990
  - フジノカズサオー 1991
  - キープイットアップ 1994
    - イットービコー 1999
    - マイネトップレディ 2003
    - エフテーオバマ 2007
    - テクニカルプライド 2010
    - オオエヒリュウ 2011

牝系図の出典：Galopp Sieger、netkeiba、